# Doma menorquina

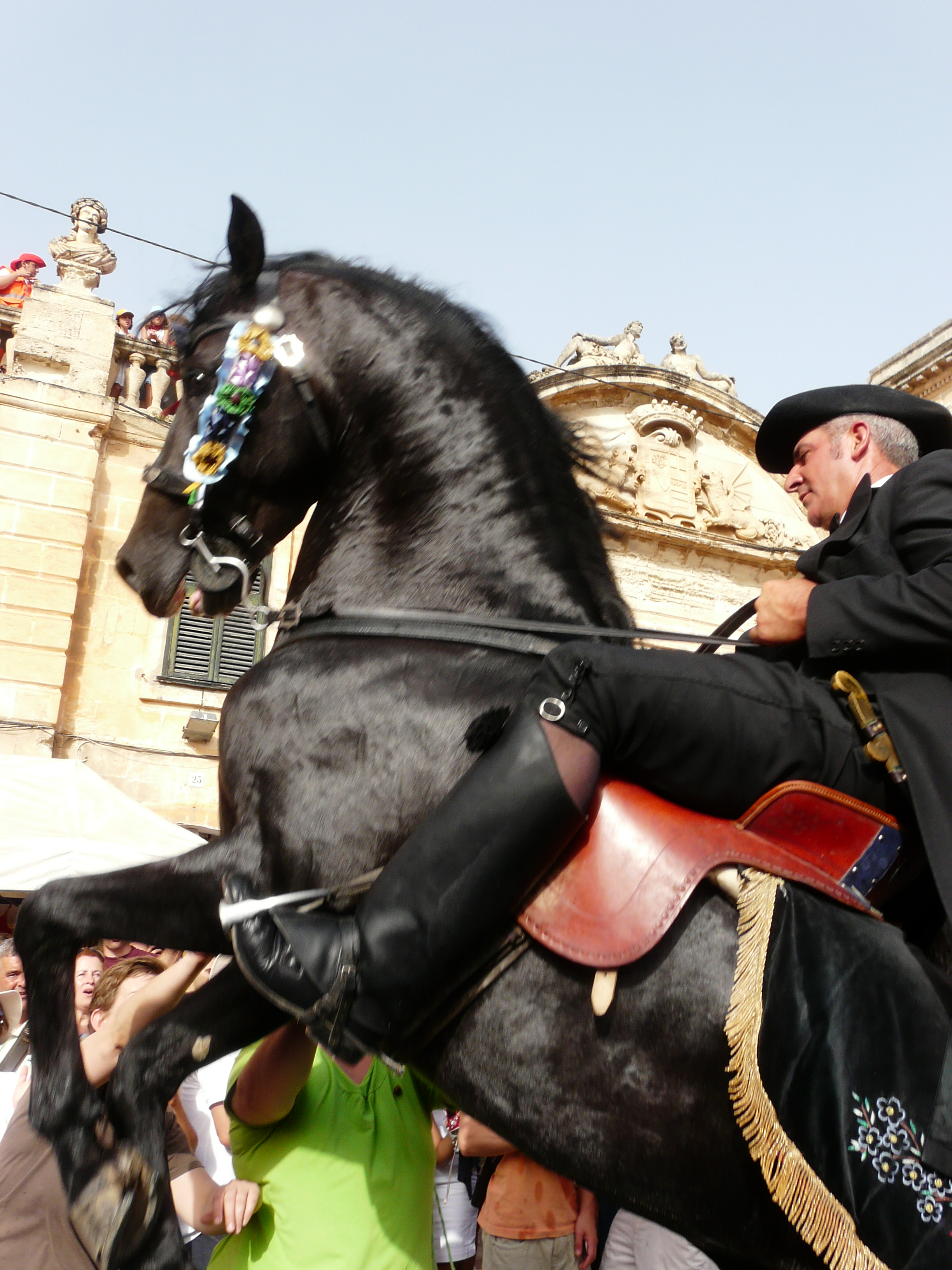
Exercici de doma menorquina

La doma menorquina és una modalitat de la doma creada recentment. És un intent per convertir en esport el que era l'essència de la conducció i el mestratge del cavall a les festes de l'illa de Menorca. Va començar a Ferreries a la dècada dels noranta, quan es van començar a desenvolupar, a ordenar i organitzar competicions regulars reglamentades. Tot va ser gràcies a persones que han sabut identificar els principals elements de la relació entre cavall i genet: la muntada, la conducció, l'impuls a l'animal, la creació i la creativitat enmig de la festa... a poc a poc s'ha transformat en una pràctica esportiva normativitzada i reglamentada. La doma menorquina es pot entendre des de diferents àmbits: passeig, festa, carrusel i competició. La doma menorquina ha creat una estètica i un estil de muntar, per la vestimenta dels cavallers i guarniments dels cavalls, com per la forma d'utilitzar les ajudes per menar el cavall.
Els moviments més característics de l'estil de muntar a la menorquina dins l'àmbit de les festes són:
- El trot curt amb les regnes agafades amb una sola mà.
- Fer girar el cavall amb les potes posteriors, és a dir, fer una pirueta inversa.
- El pas de costat.
- Les transicions(pas-trot-pas i pas-recular-pas).
- Diagonal de costat i cessió a la cama.
- Bot de quatre peus, bot d'aguantar-se.